# Onthophagus keiseri
Onthophagus keiseri là một loài bọ cánh cứng trong họ Bọ hung (Scarabaeidae).